# Daniel Innerarity
 (juin 2020).
Le contenu est difficilement compréhensible vu les erreurs de traduction, qui sont peut-être dues à l'utilisation d'un logiciel de traduction automatique.
Daniel Innerarity, né en 1959, est un philosophe espagnol. Il est professeur de philosophie à l'Université de Saragosse.

## Œuvres

### Ouvrages en espagnol
- Praxis e intersubjetividad. La teoría crítica de Jürgen Habermas, Eunsa, Pampelune 1985.  (ISBN 978-84-313-0919-0)
- Dialéctica de la modernidad, Rialp, Madrid 1990.  (ISBN 978-84-321-2627-7)
- Libertad como pasión, Eunsa, Pampelune, 1992.  (ISBN 978-84-313-1202-2)
- Hegel y el romanticismo, Tecnos, Madrid 1993.  (ISBN 978-84-309-2331-1)
- La irrealidad literaria, Eunsa, Pampelune 1995[1].  (ISBN 978-84-313-1332-6)
- La filosofía como una de las bellas artes, Ariel, Barcelone 1995.
- Ética de la hospitalidad, Península, Barcelone, 2001  (ISBN 978-84-8307-324-7)
- La transformación de la política, Península, Barcelone, 2002  (ISBN 978-84-8307-493-0)
- La sociedad invisible, Espasa, Madrid, 2004.  (ISBN 978-84-670-1597-3)
- El nuevo espacio público, Espasa, Madrid, 2006.  (ISBN 978-84-670-2088-5)
- Wrong site: arte y globalización, Fundación Luis Seoane, 2008.  (ISBN 978-84-612-1214-9)
- El futuro y sus enemigos. Una defensa de la esperanza política, Paidós, Barcelone, 2009.  (ISBN 978-84-493-2263-1)
- La humanidad amenazada: gobernar los riesgos globales, con Javier Solana, Paidós, Barcelona, 2010 (traducción francesa en preparación, Presses de Sciences Po, Bordeaux; trad. inglesa en preparación, Chicago University Press).
- La democracia del conocimiento, Paidós, Barcelone, 2011.
- Un mundo de todos y de nadie. Piratas, riesgos y redes en el nuevo desorden global, Paidós, Barcelone, 2013.

### Traductions en français
- La démocratie sans l'état : Essai sur le gouvernement des sociétés complexes [« La transformación de la política »], Flammarion Climats, 2006, 253 p. (ISBN 978-2-08-213133-9)
- Le futur et ses ennemis : De la confiscation de l'avenir à l'espérance politique [« El futuro y sus enemigos:Una defensa de la esperanza política »] (trad. de l'espagnol), Paris, Flammarion Climats, 2008, 188 p. (ISBN 978-2-08-121765-2)
- Éthique de l'hospitalité [« Ética de la hospitalidad »] (trad. de l'espagnol), Québec, Presses de l'Université Laval, 2010, 235 p. (ISBN 978-2-7637-8506-6)
- La société invisible [« La sociedad invisible »], Québec, Presses de l'Université Laval, 2013, 163 p. (ISBN 978-2-7637-8971-2)
- Deviner le futur ou le configurer - Editions du Temps, Revue Temps 2015 Véase
- Démocratie et société de la connaissance (trad. de l'espagnol par Serge Champeau), Grenoble, Presses universitaires de Grenoble, 2015, 278 p. (ISBN 978-2-7061-2272-9, lire en ligne)
- Le temps de l'indignation [« La política en tiempos de indignación »], Lormont, Le Bord de l'eau, 2018, 291 p. (ISBN 978-2-3568-7570-9)

## Prix
- 2003 : Prix national d'Essai pour La transformación de la política
- 2012 : Prix Euskadi du meilleur essai en langue espagnole pour a democracia del conocimiento, en espagnol : la democracia del conocimiento.